# Kvinnliga blicken
| Kvinnliga blicken (engelska: female gaze) |
| --- |
| Laura Mulvey, som 1975 myntade begreppet den kvinnliga blicken. - Betydelse – en kvinnas visuella uppfattning av något, term inom feministisk filmteori - Bakgrund – av Laura Mulvey 1975, i essän "Visual Pleasure and Narrative Cinema" - Relaterade begrepp – den manliga blicken |

Den kvinnliga blicken (engelska: female gaze) är en attityd och syn på oftast manliga rollfigurer i olika medier, sedda utifrån ett heterosexuellt kvinnligt perspektiv. Den kompletterar idén om den manliga blicken (engelska: male gaze), den traditionellt förhärskande modellen för presentation och syn på olika rollfigurer utifrån ett heterosexuellt manligt perspektiv. I båda fallen objektifieras män respektive kvinnor, där historien och cinematografin konstrueras utifrån kvinnliga respektive manliga betraktare.
De båda begreppen male gaze och female gaze myntades 1975, av den brittiska filmteoretikern Laura Mulvey.

## Perspektiv

### Den manliga blicken
Den manliga blicken inom film och andra massmedieprodukter har diskuterats och studerats sedan 1970-talet, och begreppet myntades 1975 av den brittiska filmteoretikern Laura Mulvey. Denna blick har ansetts grundläggande inom framför allt filmbranschen, där filmfotografer, manusförfattare, regissörer och producenter oftast varit just män.
Den feministiska idén är att detta perspektiv på kvinnliga rollfigurer berör kvinnor på tre olika sätt – genom mäns syn på kvinnor, kvinnors syn på sig själva och kvinnors syn på andra kvinnor. Den manliga blicken handlar dock inte uteslutande om att se kvinnliga rollfigurer som objekt, utan om att presentera en historia utifrån en manlig vinkel och där övriga/omgivande rollfigurer främst finns där för att bekräfta "mannens" världsbild och tjäna hans intressen.

### Den kvinnliga blicken
En liknande kvinnlig blick anses långifrån vara lika vanlig inom filmen, men i vissa genrer kan den spela roll. Medan den manliga blicken är synlig både inom genrer riktade specifikt till heterosexuella män och inom mer allmänna genrer, syns en kvinnlig, objektifierande blick nästan bara i vissa specifika genrer med en nästan uteslutande kvinnlig målgrupp. Detta kan inkludera såpoperor, chick flicks, shōjomanga och shōjoanime. Denna blick kan då även appellera till homosexuella män, som anses kunna attraheras av motsvarande presentationer av män.
I en del ofta nyare filmskapelser – inklusive med Marvels/Netflix' kvinnliga superhjälte Jessica Jones – presenteras titelfiguren som en hel människa och ett subjekt i sin egen berättelse. Det hon utsätts för eller utsätter andra för presenteras genom hennes ögon. På ett liknande sätt regisserade Ninja Thyberg sin dramafilm Pleasure utifrån en tydligt kvinnlig blick, där rollfiguren Linnéas/Bella Cherrys äventyr inom den traditionellt manligt dominerade mainstreampornografin visas fram ur hennes perspektiv.
Inom tecknad japansk kultur har manga och anime ofta varit producerad mot en heterosexuellt manlig alternativt kvinnlig publik. Där shōnen och seinen har visat fram attraktiva kvinnliga rollfigurer i olika åldrar, har shōjo och josei haft större fokus på skönheten hos de manliga gestalterna. Detta har även fött de båda stereotyperna bishōjo och bishōnen – med tilldragande presenterade rollfigurer av motsatt kön. I den här utvecklingen har båda stereotyper ibland även fått drag av romantiserande av maktskillnader.
Inom slash fiction (en variant av fanfiction) paras rollfigurer av samma kön ihop, vilket – om figurerna är män/pojkar – lätt kan marknadsföras emot en kvinnlig läsekrets. Denna litterära genre har stor spridning inom japansk eller japanskinfluerad populärkultur.

### Passivt och aktivt
Inte alla filmvetare anser att identifieringen med en rollfigur i ett medium är fast kopplad till könet. Den brittiska akademikern Elizabeth Cowie har utvecklat en egen teori om bildbetraktande som bygger på en växling mellan passivt och aktivt fantiserande. I sin bok Representing the Woman: Psychoanalysis and Cinema beskriver hon hur betraktare av båda könen är aktiva parter i det både passiva och aktiva fantiserandet och dito fetischiseringen av filmens bilder. Cowie har tagit intryck av psykoanalysens idéer om hur identitetsskapande kan gå till. 